# Nationale 7 (chanson)
Pour les articles homonymes, voir Nationale 7.
Nationale 7 est une chanson de Charles Trenet composée en 1955.
Cette chanson évoque cette route longue de 996 kilomètres qui relie Paris au sud de la France, en passant par l'ouest de la Bourgogne, le nord de l'Auvergne, la vallée du Rhône, le massif de l'Esterel. La nationale 7 a symbolisé, pendant des années, la route des grands départs en vacances vers le Sud.

## Genèse
Pour se rendre dans l'une ou l'autre des propriétés qu'il possédait près des « rivages du midi », Charles Trenet empruntait régulièrement la route nationale 7. C'est un matin dans les jardins de sa propriété de Juan-les-Pins que l'idée de cette chanson lui est venue.
La chanson comprend un solo de trompette bouchée confié à Maurice André, âgé de 22 ans et issu du Conservatoire de Paris, qui deviendra l'un des trompettistes les plus réputés du XXe siècle.

## Réception
Cette composition de Charles Trenet est devenue le succès de l'été 1955.